# Marco Luzzago
Fra' Marco Luzzago (Brescia, 23 giugno 1950 – Macerata, 7 giugno 2022) è stato un religioso, dirigente d'azienda e medico italiano, luogotenente del Gran Maestro del Sovrano Militare Ordine di Malta.

## Biografia
Fra' Marco Luzzago nacque a Brescia nel 1950. Membro dei Luzzago, un'antica famiglia nobile locale imparentata con quella dei Montini, tra i suoi antenati figurava anche il venerabile teologo dell'Ordine di Malta fra' Alessandro Luzzago, vissuto nel cinquecento. Si diplomò a Brescia dai frati francescani e, dopo aver studiato medicina presso le Università di Padova e Parma, iniziò a gestire l'azienda di famiglia.
Marco Luzzago entrò a far parte del Sovrano Militare Ordine di Malta nel 1975, emettendo i voti religiosi temporanei nel 2000 e quelli solenni nel 2003. Per l'Ordine di Malta seguì l'organizzazione dei pellegrinaggi internazionali a Lourdes e dei pellegrinaggi nazionali ad Assisi e Loreto. Dal 2010, su proposta del Gran Maestro dell'Ordine, decise di dedicarsi esclusivamente alla causa dell'Ordine di Malta e si trasferì nelle Marche per curare una delle Commende dell'Ordine in qualità di delegato granpriorale delle Marche del nord, divenendo nel contempo responsabile dei volontari e del gruppo giovani, responsabile della biblioteca e dei rapporti con le istituzioni, nonché consulente araldico. Dopo appena due mesi, l'8 novembre 2020 venne prescelto quale luogotenente di gran maestro alla sede di Roma dal Consiglio Compito di Stato, prestando giuramento il giorno stesso. Succedette a Ruy Gonçalo do Valle Peixoto de Villas Boas, già luogotenente interinale dell'Ordine dopo la morte di Fra' Giacomo Dalla Torre del Tempio di Sanguinetto, principe e 80º Gran Maestro, deceduto il 29 aprile 2020.
Morì improvvisamente nella Villa Ciccolini di Macerata a causa di un'emorragia cerebrale il 7 giugno 2022. In seguito ai solenni funerali concelebrati il 14 giugno nella basilica dei Santi Bonifacio e Alessio dai cardinali Silvano Maria Tomasi e Giovanni Battista Re, fu sepolto il giorno successivo nella tomba di famiglia a Brescia.